# Alexandra Pelosi
Alexandra Corinne Pelosi (San Francisco, 5 oktober 1970) is een Amerikaans journalist, documentairemaker en schrijver. Ze is de dochter van Nancy Pelosi, de  voormalige Democratische fractieleider ('majority leader') in het Huis van Afgevaardigden.
In het jaar 2000 volgde Pelosi, als producer voor NBC, de  presidentiële campagne van George W. Bush. Ze maakte een documentaire over de campagne, Journeys with George, die haar zes Emmy-nominaties opleverde. Gedurende de verkiezingen in 2004 keerde ze terug op campagne, ditmaal om Democratische kandidaten te volgen. Dit resulteerde in een documentaire voor HBO, Diary of a Political Tourist. Ze maakte eveneens een documentaire over evangelische christenen genaamd Friends of God. Deze werd op 25 januari 2007 voor het eerst uitgezonden. 
Kortgeleden schreef ze het boek Sneaking into the Flying Circus: How the Media Turn Our Presidential Campaigns into Freak Shows over het selectieproces van Amerikaanse presidentskandidaten. 
Pelosi groeide op in San Francisco en behaalde haar graad in 1993 aan de Annenberg School for Communication van de University of Southern California. Ze is nu woonachtig in New York. Op 18 juni 2005 trouwde ze met de Nederlandse jurist, journalist en correspondent Michiel Vos.